# Fédération Béninoise de Natation
Fédération Béninoise de Natation (kurz FBNa, deutsch Beninischer Schwimmverband) ist der beninische Schwimmverband.

## Geschichte
Der Verband wurde im Jahr 2000 gegründet und trat ein Jahr später dem Weltschwimmverband FINA bei.
Fünf Jahre nach seiner Gründung zählte beninische Schwimmverband 150 Athleten. Diese Athleten nahmen bis dahin an mehreren internationalen Meisterschaften teil. So starteten fünf Akteure bei den Afrikaspielen 2003 im nigerianischen Abuja, wobei Marc Dansou im 50-m-Brust-Finale den 8. Platz von 42 Teilnehmern belegte. Bei den Schwimmweltmeisterschaften 2003 gingen ausschließlich die Dansou-Brüder Marc und Aloïs an den Start und bei den Afrikanischen Schwimmmeisterschaften 2004 waren beninische Schwimmer – ohne eine Platzierung auf einem Medaillenrang – an zwei Endläufen bei den Männern und einem bei den Frauen beteiligt. Bei den Olympischen Sommerspielen 2004 gehörten mit Aloïs Dansou und Gloria Koussihouede zwei Schwimmer zu den vier beninischen Startern in Athen. Marc Dansou und GLoria Koussihouede traten vier Jahre später auch bei den Olympischen Sommerspielen 2008 in Peking als Teil beninischen Delegation an. 2012 in London ging Wilfried Tevoedjre an den Start, 2016 in Rio de Janeiro das Duo Laraïba Seibou und Jules Bessan und 2021 in Tokio waren es Nafissath Radji und Marc Dansou.
Als Verbandspräsident wurde 2022 Aurélien Houtondji gewählt.